# Penurie de apă

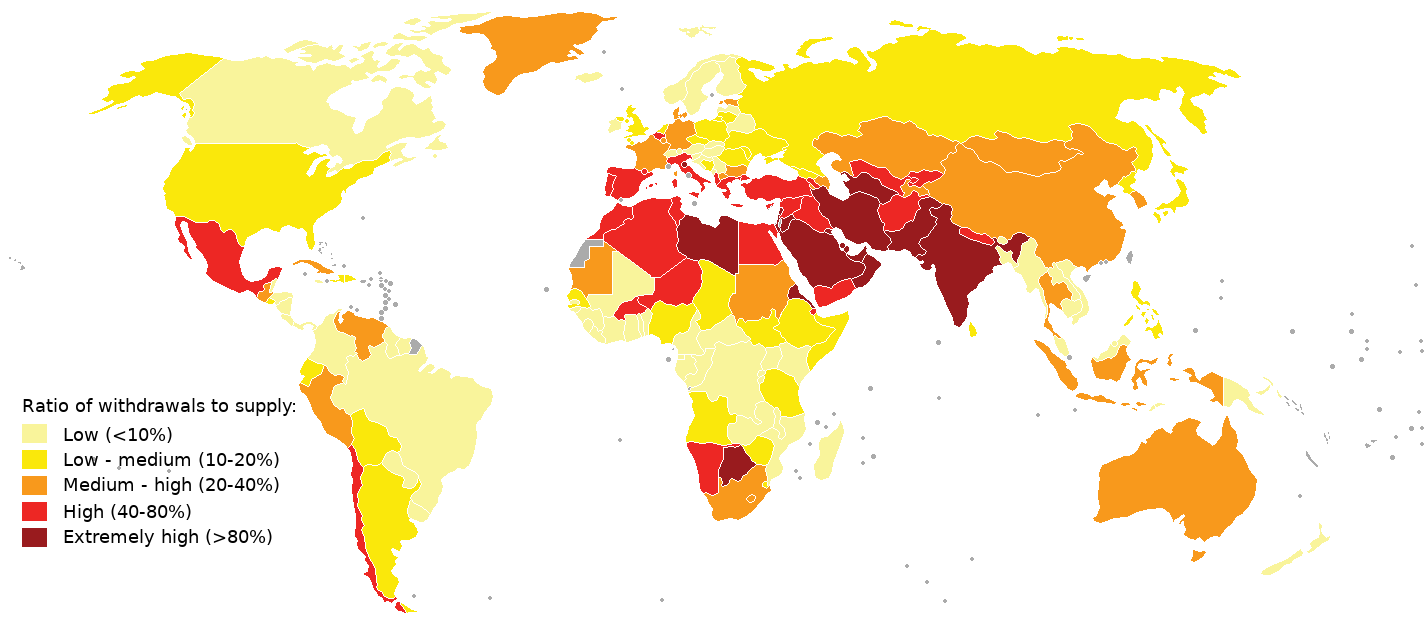
Harta solicitărilor globale de apă (un simptom al deficitului de apă) în 2019. Solicitarea este raportul dintre utilizarea apei și disponibilitatea apei, prin urmare este o penurie determinată de cerere.

Penuria de apă este lipsa resurselor de apă dulce care să satisfacă cererea standard de apă. Există două tipuri de deficit de apă. Unul este „fizic”. Celălalt este „lipsa economică a apei”.:560 Lipsa fizică a apei este acolo unde nu există suficientă apă pentru a satisface toate cererile. Aceasta se referă la apa necesară pentru funcționarea ecosistemelor. Regiunile cu climă de deșert⁠(d) se confruntă adesea cu deficit fizic de apă. Asia Centrală, Asia de Vest și Africa de Nord sunt exemple de zone aride. Lipsa economică a apei rezultă din lipsa investițiilor în infrastructură sau în tehnologie pentru a extrage apa din râuri, acvifere sau din alte surse de apă. De asemenea, rezultă din slaba capacitate a oamenilor de a satisface cererea de apă.:560 Mulți oameni din Africa subsahariană trăiesc cu deficit economic de apă.:11
La nivel global și în medie pe parcursul anului există suficientă apă dulce pentru a satisface cererea. Ca atare, deficitul de apă este cauzat de o nepotrivire între momentul și locul în care oamenii au nevoie de apă și când și unde este ea disponibilă. Asta poate fi urmarea creșterii demografice⁠(d) întrr-o zonă, a schimbării condițiilor de viață și a dietelor și extinderii irigațiilor. Schimbările climatice (inclusiv secetele sau inundațiile), defrișările, poluarea apei și risipa apei pot deremina și ele lipsa de suficientă apă. Aceste variații ale deficitului pot fi cauzate și de politica economică și de modul de planificare.
Evaluările deficitului de apă analizează multe tipuri de informații. Acestea cuprind apa „verde” (umiditatea solului), calitatea apei, cerințele mediului și comerțul cu apă virtuală (apa necesară producerii unui bun). O jumătate de miliard de oameni trăiesc în zone cu deficit grav de apă pe tot parcursul anului, iar aproximativ patru miliarde de oameni se confruntă cu deficit sever de apă cel puțin o lună pe an. Jumătate dintre metropolele lumii se confruntă cu deficitul de apă. Există 2,3 miliarde de oameni care locuiesc în țări cu deficit de apă (adică mai puțin de 1700 m3 de apă de persoană pe an).
Există diferite căi de a reduce deficitul de apă. Se poate face prin managementul cererii și ofertei, prin cooperare între țări și prin economisirea apei⁠(d). Sporirea surselor de apă utilizabilă poate ajuta. Recircularea apelor uzate, desalinizarea sau colectarea apei prin puțuri de aer sunt modalități de a face acest lucru. Alte căi sunt reducerea poluării apei și îmbunătățirea comerțului cu apă virtuală.